# Kangana Ranaut
Kangana Ranaut (Bhambla, 23 maart 1987) is een Indiaas actrice die voornamelijk in Hindi films speelt.

## Biografie
Ranaut, die zakte voor haar studie medicijnen, vertrok op haar zestiende naar Delhi op zoek naar een nieuwe carrière. Ze begon te werken als model, maar dat beviel haar niet helemaal, omdat ze in dit werk geen kans zag haar creativiteit niet kon ontplooien. Daarop besloot ze acteerlessen te gaan volgen. Ze speelde in een aantal toneelstukken en besloot later naar Mumbai te vertrekken om in films te kunnen werken. Ze volgde opnieuw acteerlessen en deed audities. Ze maakte haar debuut in 2006 in de film Gangster.

## Filmografie

### Films
| Jaar | Titel                            | Rol                           | Opmerking    |
| ---- | -------------------------------- | ----------------------------- | ------------ |
| 2006 | Gangster                         | Simran                        |              |
| 2006 | Woh Lamhe                        | Sana Azim                     |              |
| 2007 | Shakalaka Boom Boom              | Ruhi                          |              |
| 2007 | Life in a... Metro               | Neha                          |              |
| 2008 | Dhaam Dhoom                      | Shenbaga                      | Tamil film   |
| 2008 | Fashion                          | Shonali Gujral                |              |
| 2009 | Raaz: The Mystery Continues      | Nandita Chopra                |              |
| 2009 | Vaada Raha                       | Pooja                         | gastoptreden |
| 2009 | Ek Niranjan                      | Sameera                       | Telugu film  |
| 2010 | Kites                            | Gina Grover                   |              |
| 2010 | Once Upon a Time in Mumbaai      | Rehana                        |              |
| 2010 | Knock Out                        | Nidhi Shrivastava             |              |
| 2010 | No Problem                       | Sanjana                       |              |
| 2011 | Tanu Weds Manu                   | Tanuja Trivedi                |              |
| 2011 | Game                             | Sia Agnihotri                 |              |
| 2011 | Ready                            | Kiran                         | gastoptreden |
| 2011 | Double Dhamaal                   | Kiya                          |              |
| 2011 | Rascals                          | Khushi                        |              |
| 2011 | Miley Naa Miley Hum              | Anishka Shrivastava           |              |
| 2012 | Tezz                             | Nikita Malhotra               |              |
| 2013 | Shootout at Wadala               | Vidya Joshi                   |              |
| 2013 | Krrish 3                         | Kaya                          |              |
| 2013 | Rajjo                            | Rajjo                         |              |
| 2014 | Queen                            | Rani Mehra                    |              |
| 2014 | Revolver Rani                    | Alka Singh                    |              |
| 2014 | Ungli                            | Maya                          |              |
| 2015 | Tanu Weds Manu Returns           | Kusum Sangwan/ Tanuja Trivedi |              |
| 2015 | I Love NY                        | Tikku Verma                   |              |
| 2015 | Katti Batti                      | Payal                         |              |
| 2017 | Rangoon                          | Julia                         |              |
| 2017 | Simran                           | Praful Patel                  |              |
| 2019 | Manikarnika: The Queen of Jhansi | Rani Lakshmibai               |              |
| 2019 | Judgementall Hai Kya             | Bobby Grewal                  |              |
| 2020 | Panga                            | Jaya Nigam                    |              |
| 2021 | Thalaivii                        | Jayalalithaa                  | Tamil film   |
| 2022 | Dhaakad                          | agent Agni                    |              |
| 2023 | Tiku Weds Sheru                  | haarzelf                      | cameo        |
| 2023 | Chandramukhi 2                   | Chandramukhi                  | Tamil film   |
| 2023 | Tejas                            | Tejas Gill                    |              |
| 2025 | Emergency                        | Indira Gandhi                 |              |

### Televisie
| Jaar | Programma | Rol         | Platform                |
| ---- | --------- | ----------- | ----------------------- |
| 2022 | Lock Upp  | presentator | Alt Balaji en MX Player |